# チャーチスクール
チャーチスクール（英: church school）とは、キリスト教会で教育をすること、またその運動。

## 概要
公教育が荒廃していると考えた、アメリカ合衆国の一部のキリスト教徒の間で、自分たちの子供の教育を自分たちで行おうとする運動がで起こった。これがチャーチスクールの始めである。
日本でも2000年（平成12年）5月に「チア・にっぽん」や2001年（平成13年）に「日本チャーチスクール協会(JCSA)」という支援団体ができた。
2008年12月現在、およそ60のチャーチスクールがあると言われている。
チャーチスクールでは、宇宙や生命の起源の説明として（ダーウィンの進化論を否定し）創造論を教え、聖書に書かれた教義を教える。受験教育ではなく人格教育に重点がおかれている。チャーチスクールが公教育の行き詰まりに対しての新しい教育の突破口の可能性があると考えている人たちもいる。